# Марко Кох
Марко Кох (Дармштат, 25. јануар 1990) немачки је пливач чија специјалност су трке прсним стилом на 100 и 200 метара. Некадашњи је светски рекордер у трци на 200 прсно у малим базенима са временом од 2:00,44 (испливан у Берлину 20. новембра 2016. године). Вишеструки је национални рекордер и првак, светски и европски првак у великим и малим базенима и двоструки олимпијац са игара у Лондону 2012. и Рију 2016. године.

## Спортска каријера
Кох је, активну спортску каријеру на међународној сцени, започео учешћем на европском јуниорском првенству 2007. где је успео да се пласира у два финала, на 200 прсно је био седми, а у штафети 4×100 мешовито укупно четврти. Годину дана касније постиже и прве запаженије успехе, прво на светском јуниорском првенству у Монтереју осваја два сребра на 100 и 200 прсно, а три недеље касније осваја титулу јуниорског првака Европе у Београду. Више него успешну годину окончао је дебитантским наступом у сениорској конкуренцији на европском првенству у малим базенима у Ријеци где је заједно са Рупратом, Дитрихом и Дајблером, освојио сребрну медаљу у штафети 4×50 мешовито.
Прв наступе на сениорским првенствима у великим базенима имао је на светском првенству у Риму 2009, те на европском првенству у Будимпешти 2010, где је успео да се пласира у финале своје примарне дисциплине на 200 прсно (укупно седмо место). Годину 2010. је окончао освајањем титуле европског првака у малим базенима на 200 прсно.
Одличне трке које је пливао на европском првенству у Дебрецину 2012. донеле су му сребрну медаљу у трци на 200 прсно, једно четврто место на дупло краћој деоници и квалификацију на Летње олимпијске игре, његове прве у каријери. У Лондону 2012. Кох се такмичио у трци на 200 прсно, у квалификацијама је испливао укупно 11. време, а у полуфиналу 12, и није успео да се пласира у финале.
на свом другом наступу на светским првенствима у великим базенима, у Барселони 2013, освојио је сребрну медаљу на 200 прсно. Две године касније, у Казању 2015, Марко Кох је освојио титулу светског првака у трци на 200 прсно. Своју доминацију у пливању прсним стилом наставио је на европском првенству у малим базенима у Нетанији 2015. освајањем две златне медаље.
Сребрна медаља, коју је освојио на ЕП у Лондону 2016, и време од 2:08,40 које је испливао у финалу, поново су му омогућили наступ на Олимпијским играма, овај пут у Рију 2016. године. У Рију је Кох по први пут у каријери успео да се пласира у олимпијско финале, а седмом месту на 200 прсно придодао је и седму позицију освојену у финалу штафетне трке на 4×100 мешовито. Годину је окончао освајањем неколико првих места на митинзима светског купа, те са две титуле светског првака у малим базенима.
Такмичио се и на светским првенствима у Будимпешти 2017. (11. место на 200 прсно) и Квангџуу 2019. (5. место на 200 прсно).